# Qiu Bo
Qiu Bo (chiń. 邱波; pinyin Qiū Bō ur. 31 stycznia 1993) – chiński skoczek do wody. Srebrny medalista olimpijski z Londynu.
Zawody w 2012 były jego pierwszymi igrzyskami olimpijskimi. Po srebro sięgnął w skokach indywidualnych z dziesięciometrowej wieży. Był w tej konkurencji drugi na mistrzostwach świata w 2009, a na kolejnych trzech mistrzostwach globu sięgał po złoto. W 2011 był mistrzem świata w skokach synchronicznych. Partnerował mu Huo Liang. Zdobył dwa medale igrzysk azjatyckich, w 2016 był szósty na igrzyskach olimpijskich w skokach z wieży indywidualnie.